# Euxoa luteola
Euxoa luteola là một loài bướm đêm trong họ Noctuidae.